# Juan José Bertomeu
Juan José Bertomeu Ferri (Amposta, Tarragona, España, 20 de febrero de 1943) es un exfutbolista español que se desempeñaba como guardameta.
Juan José Bertomeu Ferri, también es conocido como Coco Bertomeu. 

## Clubes
| Club              | País   | Año       |
| ----------------- | ------ | --------- |
| R. C. D. Espanyol | España | 1965-1976 |
| U. E. Sant Andreu | España | 1976-1977 |